# Papenstraße 29 (Stralsund)

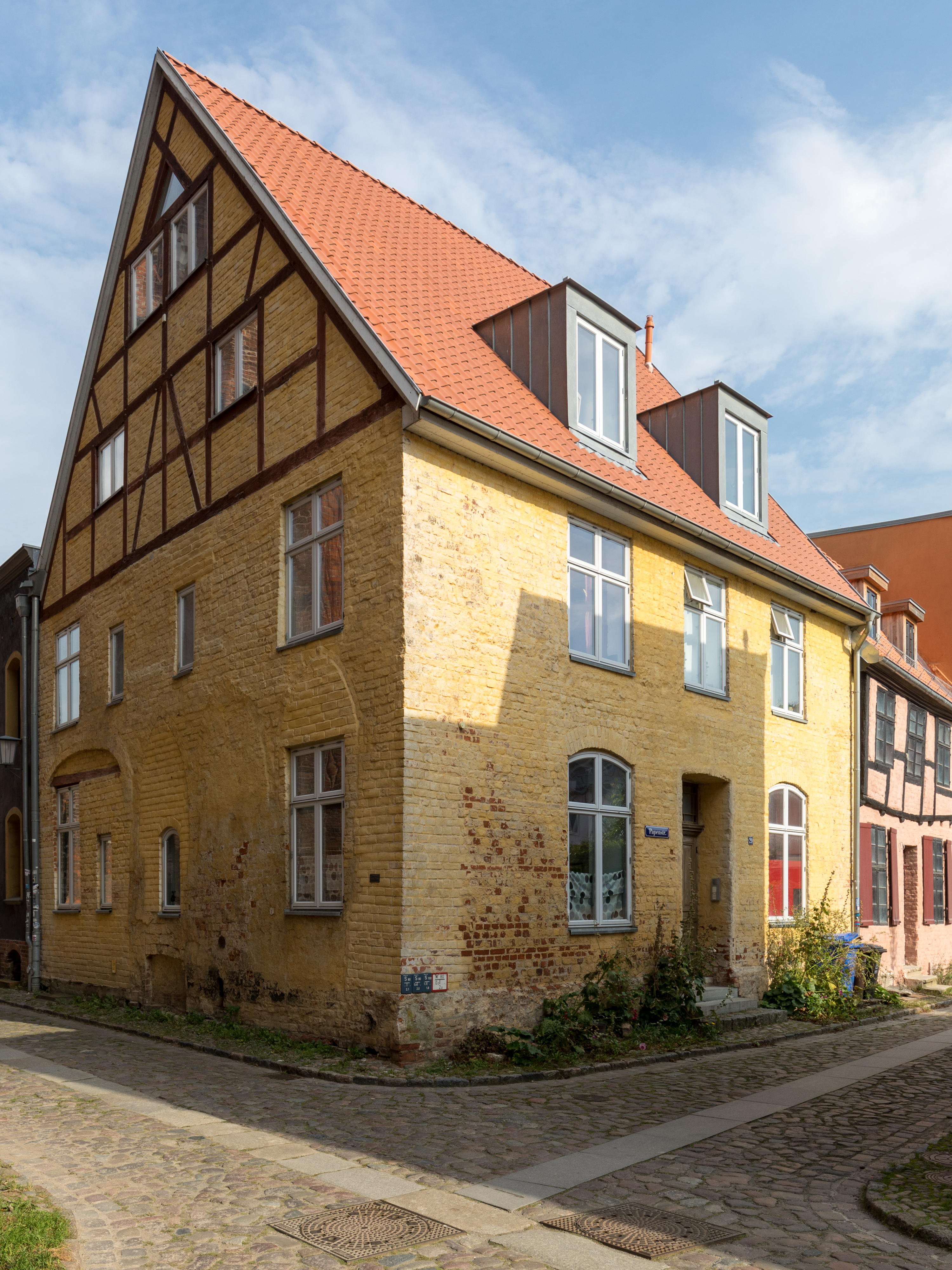
Wohnhaus Papenstraße 29 in Stralsund (2017)

Das Gebäude mit der postalischen Adresse Papenstraße 29 ist ein denkmalgeschütztes Bauwerk in der Papenstraße in Stralsund, an der Ecke zur Jacobichorstraße.
Der zweigeschossige und dreiachsige, traufständige Putzbau wurde um die Mitte des 18. Jahrhunderts errichtet.
Im Inneren ist ein Treppenhaus aus der ersten Hälfte des 19. Jahrhunderts erhalten. Die aufgesetzte Dachgaube ist noch jüngeren Datums.
Das Haus liegt im Kerngebiet des von der UNESCO als Weltkulturerbe anerkannten Stadtgebietes des Kulturgutes „Historische Altstädte Stralsund und Wismar“. In die Liste der Baudenkmale in Stralsund ist es mit der Nummer 635 eingetragen.